# Agencia Global Para la Paz
La Agencia Global para la Paz (A.G.P.) (en inglés, Global Peace Agency (G.P.A.)) es una organización fictica creada por la editorial DC Comics. La organización apareció por primera vez en el primer volumen de la serie O.M.A.C. creada por Jack Kirby, establecida originalmente fuera del Universo DC en un universo alterno del Multiverso DC, más exactamente Tierra 86. Los agentes de la A.G.P. originalmente no tenían nombre y se mostraban ante los personajes protagonistas (en el caso de Buddy Blank) sin mostrar su rostro, usando un "cosmético en aerosol para ocultar [su] identidad" con la convicción de que lo hacían debido a que "representan a todas las naciones del mundo a las que protegían".
La Agencia Global de la Paz finalmente pondría su debut en el Universo DC en los acontecimientos de Crisis Final #7 (marzo de 2009).

## Historia
Los orígenes de la Agencia Global para la Paz se remontan a la carrera del psicólogo-historiador alienígena conocido como Los Visionarios, seres que se dedicaban a la preservación de las civilizaciones "preferentemente por medios científicos indirectos." Uno de Los Visionarios, el Profesor Z, descubrió que la Tierra se encontraba al borde de la autodestrucción por la propia civilización humana, lo que traería el apocalipsis conocido como el Gran Desastre, e instó al Consejo de Ciencia de los Visionarios de intervenir en el nombre de la Tierra. El Consejo apoyó la investigación de Z y se formó la Agencia Global de la Paz. Disfrazado como seres humanos, los miembros de la Agencia Global para la Paz operaron en la Tierra y se convirtieron en seres benevolentes, aunque poderosos, dando a conocer como los difusores de la Paz y las Leyes.
La Agencia Global para la Paz ayudó a la comunidad científica de la Tierra, en particular al doctor Myron Forest, para desarrollar el satélite Hermano Ojo, como un sistema de satélites, y también iniciaron el Proyecto OMAC que transformó a un tonto secretario de almacén llamado Buddy Blank en el objetivo para ser escogido como el agente "One-Man Army Corps", más conocido como OMAC.
Después de los acontecimientos de Crisis Final (específicamente, en lo acontecido en la serie limitada Final Crisis Aftermath: Escape), la organización comenzó a reunir tecnología particularmente peligrosa, como la Cinta cósmica de Flash , la Transportadora del Tiempo del Profesor Alpheus Hyatt y la Máquina Milagro. Todos estos fueron depositados en Eléctric City, un plano de una realidad alienígena  que sólo se puede acceder tangencialmente y en ocasiones especiales por medio del núcleo del Universo DC. Consideraron esto una forma para evitar futuras Crisis eliminandolas desde su raíz, y en este esfuerzo reclutaron al agente Nemesis (Tom Tresser) y a Cameron Chase.

## Miembros destacables
- Renee Montoya[4]
- Mister Bones[5]
- Cameron Chase[6]
- Buddy Blank[6]
- Nemesis[6]

## Apariciones en otros medios

### Televisión
- El G.P.A. aparece en Batman: The Brave and the Bold en el episodio "Cuando OMACAtaca!" con sus líderes expresados por Dee Bradley Baker y Keone Young. Sus líderes contratan a Batman para detener a un científico ruso con la ayuda de su agente de limpieza Buddy Blank, quien puede transformarse en OMAC.
- Si bien G.P.A. no está presente en Arrow, su personaje Myron Forest aparece en el episodio "El origen secreto de Felicity Smoak", interpretado por Matthew McLellan. Es un exalumno del MIT y hacktivista que, junto con su compañero de cuarto Cooper Seldon y la novia de Seldon, Felicity Smoak, crearon un supervirus informático y querían usarlo para lo que percibieron inicialmente como una causa noble, pero se dieron por vencidos después de que Seldon fuera arrestado por el FBI. Años más tarde, trabaja como jefe de una empresa de TI y Arrow lo ve e interroga inicialmente como sospechoso detrás del ataque cibernético en Star City, pero luego se revela que es su excompañero de cuarto.